# Metepeira chilapae
Metepeira chilapae là một loài nhện trong họ Araneidae.
Loài này thuộc chi Metepeira. Metepeira chilapae được Ralph Vary Chamberlin & Wilton Ivie miêu tả năm 1936.